# 루완구

루완구의 위치

루완구(중국어 간체자: 卢湾区, 정체자: 盧灣區, 병음: Lúwān Qū)는 중화인민공화국 상하이시에 위치한 시할구였다. 19세기 후반 청나라 말기에 프랑스 상하이 조계의 일부였고, 청조 관헌의 행정권이 미치지 않은 지역이었기 때문에 쑨원이나 궈모뤄, 마오쩌둥, 저우언라이, 메이란팡 등 민국 기에 걸쳐 활약한 혁명가가 거주하던 곳이었다. 넓이는 8km2이고, 인구는 2007년 기준으로 310,000명이었다. 2011년 6월에 황푸 구와 병합되어 사라졌다.

## 지리
루완구는 상하이시 중심지 남부에 위치하며, 동쪽은 황푸 구와 남쪽은 황푸강을 끼고 루푸 대교에 의해 푸동 신구와 연결되어 있으며, 서쪽은 쑤후이 구 및 징안 구, 북쪽은 징안 구 및 황푸 구와 접한다.

## 역사
송대에는 화정현(華亭県) 고창향(高昌郷)에 속했으며, 원대에 상하이 현에 부속되어 청나라 말기까지 이어졌다. 1900년 이후는 구의 북부가 프랑스 조계지로 설정되었으며, 제2차 세계대전 후에 중화민국에 의해 루자완 구(盧家湾区)가 설치되었고, 중화인민공화국 성립 후에 루완 구라고 명명되었다.
1956년에 구 숭산 구를, 1959년에는 구 읍묘 구의 일부를 편입해 현재에 이르고 있다.

## 행정 구역
하부에 4개 가도를 관할했다.
- 五里橋街道
- 打浦橋街道
- 淮海中路街道
- 瑞金二路街道

## 같이 보기
- 루푸 대교